# Laplacetransformen av differentialekvationer
Laplacetransformen ersätter differentialekvationer med algebraiska ekvationer och används för att lösa differentialekvationer med begynnelsevärden, utan att först behöva bestämma en allmän lösning och därefter använda begynnelsevärdena för att få fram den önskade lösningen. Detta är speciellt värdefullt när problemet är diskontinuerligt, och varje intervall måste behandlas för sig.  I Laplacetransformens algebraiska ekvation blir istället varje intervall en term i ekvationen.

## Bakgrund
Laplacetransformen ersätter en funktion {\displaystyle f(t)} med en funktion {\displaystyle F(s)} där
{\displaystyle F(s)=\int _{0}^{\infty }e^{-st}f(t)\,dt}
Laplacetransformen av {\displaystyle f} anges även med {\displaystyle {\mathcal {L}}\left\{f\right\}} eller ibland som {\displaystyle {\tilde {f}}(s)}.
Från definitionen kan man härleda följande räkneregel:
{\displaystyle {\mathcal {L}}\{f^{(n)}\}=s^{n}{\mathcal {L}}\{f\}-\sum _{i=1}^{n}s^{n-i}f^{n-i}(0)}
Detta kan användas till att lösa en differentialekvation
{\displaystyle \sum _{i=0}^{n}a_{i}f^{(i)}(t)=\phi (t)}
genom att använda Laplacetransformen på båda sidor av ekvationen
{\displaystyle \sum _{i=0}^{n}a_{i}{\mathcal {L}}\{f^{(i)}\}(s)={\mathcal {L}}\{\phi \}(s).}
Detta ger, med räkneregeln ovan att:
{\displaystyle {\mathcal {L}}\{f\}(s)\sum _{i=0}^{n}a_{i}s^{i}={\mathcal {L}}\{\phi \}(s)+\sum _{i=0}^{n}a_{i}\sum _{j=1}^{i}s^{i-j}f^{(j-1)}(0).}
Ur detta kan man lösa ut Laplacetransformen av f. Genom att använda inverstransformen får man fram själva f.